# إليهو بالمر
إليهو بالمر (بالإنجليزية: Elihu Palmer)‏ هو كاتب أمريكي، ولد في 1764 في كانتربيري في المملكة المتحدة، وتوفي في 7 أبريل 1806 في فيلادلفيا في الولايات المتحدة.